# Karl Barry Sharpless
Karl Barry Sharpless, född 28 april 1941 i Philadelphia, Pennsylvania, är en amerikansk kemist.
Sharpless erhöll Nobelpriset i kemi år 2001 och 2022. 
Han tilldelades Nobelpriset 2001 priset för sina "arbeten över kiralt katalyserade oxidationsreaktioner". Han tilldelades halva prissumman. Den andra halvan delades av amerikanen William S. Knowles och japanen Ryoji Noyori. Han tilldelades Nobelpriset 2022 för sin vidareutveckling av metoden. Priset delar han med Carolyn Bertozzi och Morten Meldal. Sharpless är den femte personen i historien att tilldelas Nobelpriset två gånger.

## Biografi
Barry Sharpless doktorerade 1968 vid Stanford University. Han var tidigare verksam vid Massachusetts Institute of Technology, och sedan 1990 är han professor i kemi vid Scripps Research Institute, La Jolla, Kalifornien. 
Många molekyler uppträder i två former som är spegelbilder av varandra – liksom våra händer är varandras spegelbilder. Sådana molekyler kallas kirala (grekiska cheir, "hand"). I naturen har det visat sig att den ena formen ofta dominerar. I våra celler passar därför den ena spegelbildsformen av en molekyl "som handen i handsken", i motsats till den andra som rentav kan vara skadlig. 2001 års nobelpristagare har utvecklat molekyler som kan katalysera viktiga reaktioner så att endast den ena av de två spegelbildsformerna bildas. Katalysatormolekylen, som själv är kiral, påskyndar reaktionen utan att själv förbrukas. Metoderna har fått stor praktisk betydelse i industriella processer för framställning av läkemedel, till exempel  antibiotika, antiinflammatoriska medel och hjärtmediciner.
1991 fick Barry Sharpless Scheelepriset, och tio år senare både Wolfpriset i kemi (tillsammans med Henri Kagan och Ryoji Noyori) och Nobelpriset. Han utsågs till hedersdoktor vid KTH 1995. År 2022 tilldelades Sharpless Nobelpriset en andra gång. Priset mottog han tillsammans med Carolyn Bertozzi och Morten Meldal för deras arbete att utveckla klickkemi och bioortogonal kemi.

## Utmärkelser
- American Chemical Society Award for Creative Work in Synthetic Organic Chemistry,  1983
- Guggenheimstipendiet,  1987[16]
- Chemical Pioneer Award,  1988[17]
- Prolog-medaljen,  1988
- Remsen Award,  1989[18]
- Scheelepriset,  1991
- Arthur C. Cope Award,  1992
- Tetrahedron Prize,  1993[19]
- Centenary Prize från Royal Society of Chemistry,  1993
- Kung Faisals internationella pris i vetenskap,  1995
- Roger Adams Award in Organic Chemistry,  1997[20]
- Harvey-priset,  1998[21]
- NAS Award in Chemical Sciences,  2000
- Chirality Medal,  2000
- Nobelpriset i kemi, med  William S. Knowles och Ryoji Noyori,  2001[22][23][24]
- John Scott-medaljen,  2001[25]
- Benjamin Franklin-medaljen,  2001[3]
- Wolfpriset i kemi, med  Ryoji Noyori och Henri Kagan,  2001[26]
- William H. Nichols Medal Award,  2006[27]
- Clarivate Citation Laureates,  2013[28]
- F. A. Cotton Medal,  2014[29]
- Priestleymedaljen,  2019[30]
- Sir Derek Barton Gold medal,  2022[31]
- Nobelpriset i kemi,  2022[24][32][33]
- Camille Dreyfus Teacher-Scholar Awards

[Redigera Wikidata]